# Plavání na otevřené vodě na mistrovství světa v plaveckých sportech 2007
Závody v plavání na otevřené vodě na mistrovství světa v plaveckých sportech za rok 2007 proběhly v Melbourne, Austrálie 16. až 21. března 2007.

## Česká stopa
Česko reprezentovali 3 závodníci.
Jana Pechanová (*1981) z KPSP Kometa Brno obsadila v závodě na 5 km 5. místo z 28 závodnic, v plaveckém maratonu na 10 km obsadila 7. místo z 42 závodnic a v závodě na 25 km obsadila 6. místo z 13 závodnic.
V závodě na 5 km mužů startovalo 39 závodníků – Jakub Fichtl (*1984) z SK Radbuza Plzeň obsadil 18. místo. V plaveckém maratonu na 10 km startovalo 53 závodníků – Rostislav Vítek (*1976) z KPSP Kometa Brno obsadil 11. místo a Jakub Fichtl (*1984) z SK Radbuza Plzeň 16. místo. V závodě na 25 km mužů startovalo 20 závodníků – Rostislav Vítek (*1976) z KPSP Kometa Brno obsadil 12. místo.

## Výsledky

### Individuální disciplíny
| Muži                      | Zlato                  | Zlato     | Stříbro                         | Stříbro   | Bronz                             | Bronz     |
| ------------------------- | ---------------------- | --------- | ------------------------------- | --------- | --------------------------------- | --------- |
| 5 km                      | Thomas Lurz (GER)      | 56:49,6   | Jevgenij Dratcev (RUS)          | 56:50,7   | Spyridon Janniotis (GRE)          | 56:56,6   |
| plavecký maraton na 10 km | Vladimir Ďatčin (RUS)  | 1:55:32,6 | Thomas Lurz (GER)               | 1:55:32,6 | Jevgenij Dratcev (RUS)            | 1:55:47,4 |
| 25 km                     | Jurij Kudinov (RUS)    | 5:16:45,6 | Marco Formentini (ITA)          | 5:18:36,8 | Mohamed Munír (EGY)               | 5:19:23,3 |
| Ženy                      | Zlato                  | Zlato     | Stříbro                         | Stříbro   | Bronz                             | Bronz     |
| 5 km                      | Larisa Ilčenková (RUS) | 1:00:41,3 | Jekatěrina Seliverstovová (RUS) | 1:00:43,6 | Kate Brookesová-Petersonová (AUS) | 1:00:47,6 |
| plavecký maraton na 10 km | Larisa Ilčenková (RUS) | 2:03:57,9 | Cassandra Pattenová (GBR)       | 2:03:58,9 | Kate Brookesová-Petersonová (AUS) | 2:03:59,5 |
| 25 km                     | Britta Kamrauová (GER) | 5:37:11,7 | Kalyn Kellerová (USA)           | 5:39:39,7 | Xenija Popovová (RUS)             | 5:39:51,6 |

## Medailová bilance
V plavání na otevřené vodě se rozdělily celkem 6 sad medailí.
| Pořadí | Stát                     |       | Muži    | Muži  | Muži  |         | Ženy  | Ženy  | Ženy    |       | Muži + Ženy | Muži + Ženy | Muži + Ženy | Celkem |
| Pořadí | Stát                     | Zlato | Stříbro | Bronz | Zlato | Stříbro | Bronz | Zlato | Stříbro | Bronz |             |             |             | Celkem |
| ------ | ------------------------ | ----- | ------- | ----- | ----- | ------- | ----- | ----- | ------- | ----- | ----------- | ----------- | ----------- | ------ |
| 1.     | Rusko (RUS)              |       | 2       | 1     | 1     |         | 2     | 1     | 1       |       | 4           | 2           | 2           | 8      |
| 2.     | Německo (GER)            |       | 1       | 1     | 0     |         | 1     | 0     | 0       |       | 2           | 1           | 0           | 3      |
| 3.     | Itálie (ITA)             |       | 0       | 1     | 0     |         | 0     | 0     | 0       |       | 0           | 1           | 0           | 1      |
| 3.     | Spojené království (GBR) |       | 0       | 0     | 0     |         | 0     | 1     | 0       |       | 0           | 1           | 0           | 1      |
| 3.     | USA (USA)                |       | 0       | 0     | 0     |         | 0     | 1     | 0       |       | 0           | 1           | 0           | 1      |
| 6.     | Austrálie (AUS)          |       | 0       | 0     | 0     |         | 0     | 0     | 2       |       | 0           | 0           | 2           | 2      |
| 7.     | Egypt (EGY)              |       | 0       | 0     | 1     |         | 0     | 0     | 0       |       | 0           | 0           | 1           | 1      |
| 7.     | Řecko (GRE)              |       | 0       | 0     | 1     |         | 0     | 0     | 0       |       | 0           | 0           | 1           | 1      |
| Celkem | Celkem                   |       | 3       | 3     | 3     |         | 3     | 3     | 3       |       | 6           | 6           | 6           | 18     |